# Live at the Jazz Café
Live at the Jazz Café — концертний альбом британського рок-гурту King Crimson, випущений 1998 року в рамках проєкту ProjeKcts. Видавцем став лейбл Discipline Global Mobile. Альбом був записаний 1–4 грудня 1997 року.

## Про альбом
Оригінальний матеріал для альбому був записаний у прямому ефірі з 1 по 4 грудня 1997 року під час чотириденного туру імпровізацій у знаменитому джазовому кафе «The Jazz Café», який розташований в одному з районів Лондону Кемден-Тауні.

## Композиції
Схема назв композицій — «ніч, сет, імпровізація». Наприклад: «4 ii 1» була записана на 4-му концертному вечорі, на другому сеті, і стала його першою імпровізацією.
| #  | Назва    | Тривалість |
| -- | -------- | ---------- |
| 1. | «4 i 1»  | 6:11       |
| 2. | «4 ii 1» | 3:29       |
| 3. | «1 ii 4» | 4:27       |
| 4. | «4 ii 4» | 7:28       |
| 5. | «2 i 4»  | 4:27       |
| 6. | «3 i 2»  | 8:14       |
| 7. | «3 ii 4» | 6:32       |
| 8. | «2 ii 4» | 4:27       |
| 9. | «4 i 4»  | 4:32       |

## Учасники запису
- Роберт Фріпп — гітара, клавіші
- Тоні Левін — бас-гітара, бек-вокал
- Білл Бруфорд — ударні
- Трей Ганн — гітара Ворра